# Kevin Gibbens
Kevin Gibbens (sinh ngày 4 tháng 11 năm 1979) là một cựu cầu thủ bóng đá người Anh.

## Sự nghiệp thi đấu

### Southampton
Gibbens có màn ra mắt cho Southampton ngày 4 tháng 4 năm 1998 trước Sheffield Wednesday, khi vào sân ở phút 58 thay cho Matt Le Tissier.

### Sholing
Gibbens gia nhập Sholing (then VTFC) vào tháng 8 năm 2004, ở lại 8 năm với câu lạc bộ.

### Blackfield & Langley
Gibbens gia nhập đội bóng Wessex League Blackfield & Langley vào tháng 7 năm 2012.

### Andover Town
Sau khi rời Blackfield, Gibbens ký hợp đồng với Andover Town vào tháng 8 năm 2015.

## Sự nghiệp huấn luyện
Ngày 17 tháng 12 năm 2013, có thông báo rằng Gibbens đã trở thành cầu thủ/huấn luyện viên của Blackfield & Langley, sau sự ra đi của Glenn Burnett.